# Ponhea Yat
Le prince Ponhea Yat, dont les noms de règne sont Barom Reachea Ier et Soriyopear Ier ou Soriyopor Ier (nom de couronnement) est le dernier roi de l'empire khmer  et le premier roi du Cambodge qui règne de 1417/1421 à 1462/1467.

## Biographie
Selon les « Chroniques Royales du Cambodge », Ponhea Yat est le 34e roi du Cambodge et monte sur le trône âgé de 21 ans en l'an « 1.961 de l'ère Bouddhique, 1.339 de la Grande Ère, 779 de l'ère Culla, année du Coq, neuvième de la décade » qui correspond à l'année 1417 de l'ère chrétienne.    
Fils de Soriyovong, il succède à son cousin Barom Soccoroch (Parama Sokaraja) avec les noms de règne Barom Reachea Ier et Soriyopor Ier lors de son couronnement. Il est chassé du trône en 1431 quand les armées thaïes occupent la capitale khmère d'Angkor Thom. Il doit installer sa cour à Chaktomuk (du sanskrit caturmukha : « quatre faces », « quatre bras fluviaux ») , sur le site de Phnom Penh. En 1445, il parvient à chasser d'Angkor l'usurpateur siamois et prend pour nom de règne « Paramaraja Ier ». Il garde Chaktomuk comme capitale et y édifie un stūpa où sont conservées ses cendres. Il abdique en 1462/1467 et serait mort en 1471.
Ponhea Yat entretient des relations avec la cour de l'empereur de Chine, où il est connu dans les annales sous le nom de « T'san-lie Tchao-p'ing-ya ».

## Postérité
De différentes épouses Ponhea Yat laisse plusieurs enfants :
1) avec la princesse Sandamikâ 
- prince Abhai Sakanama roi du Cambodge sous le nom de Noreay Reachea (Nrayanaraja) ;

2) avec la princesse Debatejah
- Srey Reachea Ramathuppdey Ier (Sri Raja) roi du Cambodge ;

3) avec la princesse siamoise Kesara
- Thommo Reachea Ier (Dhammaraja) roi du Cambodge ;